# Jagad (film, 1956)
Jagad (engelska: The Last Wagon) är en amerikansk långfilm från 1956 i regi av Delmer Daves, med Richard Widmark, Felicia Farr, Susan Kohner och Tommy Rettig i rollerna.

## Handling
Sheriffen Bull Harper (George Mathews) för "Comanche" Todd (Richard Widmark), en vit man som levt större delen av sitt liv med indianerna till en rättegång. Han är anklagad för att ha mördat Harpers tre bröder. Sherrifen och hans fånge ansluter till en vagnskaravan ledda av överse Normand (Douglas Kennedy). Harpers brutala behandling av Todd orsakar friktion med vissa medlemmar i karavanen. Sherrifen börjar slå en ung grabb som ger Todd en pipa. Todd ser sin chans och dödar sin plågoande med en yxa.
Senare när en grupp unga drar sig bort för en simtur sent på kvällen blir resten av karavanen massakrerade av Apacheindianer. Todd lyckas mirakulöst klara sig ur anfallet och leder de sex överlevande till säkerhet. Under färden uppstår det en romans mellan Todd och Jenny (Felicia Farr).
Todd känns senare igen och förs till rättegång. Han förklarar att de fyra bröderna Harper våldtog och mördade hans fru och dödade hans två unga pojkar. General Howard ger honom nåd och placerar honom i Jennys "förvar".

## Rollista
| Richard Widmark   | – Comanche Todd       |
| Felicia Farr      | – Jenny               |
| Susan Kohner      | – Jolie Normand       |
| Tommy Rettig      | – Billy               |
| Stephanie Griffin | – Valinda Normand     |
| Ray Stricklyn     | – Clint               |
| Nick Adams        | – Ridge               |
| Carl Benton Reid  | – Gen. Howard         |
| Douglas Kennedy   | – Col. Normand        |
| George Mathews    | – Sheriff Bull Harper |
| James Drury       | – Lt. Kelly           |
| Ken Clark         | – Sergeant            |